# Karol Szajnocha

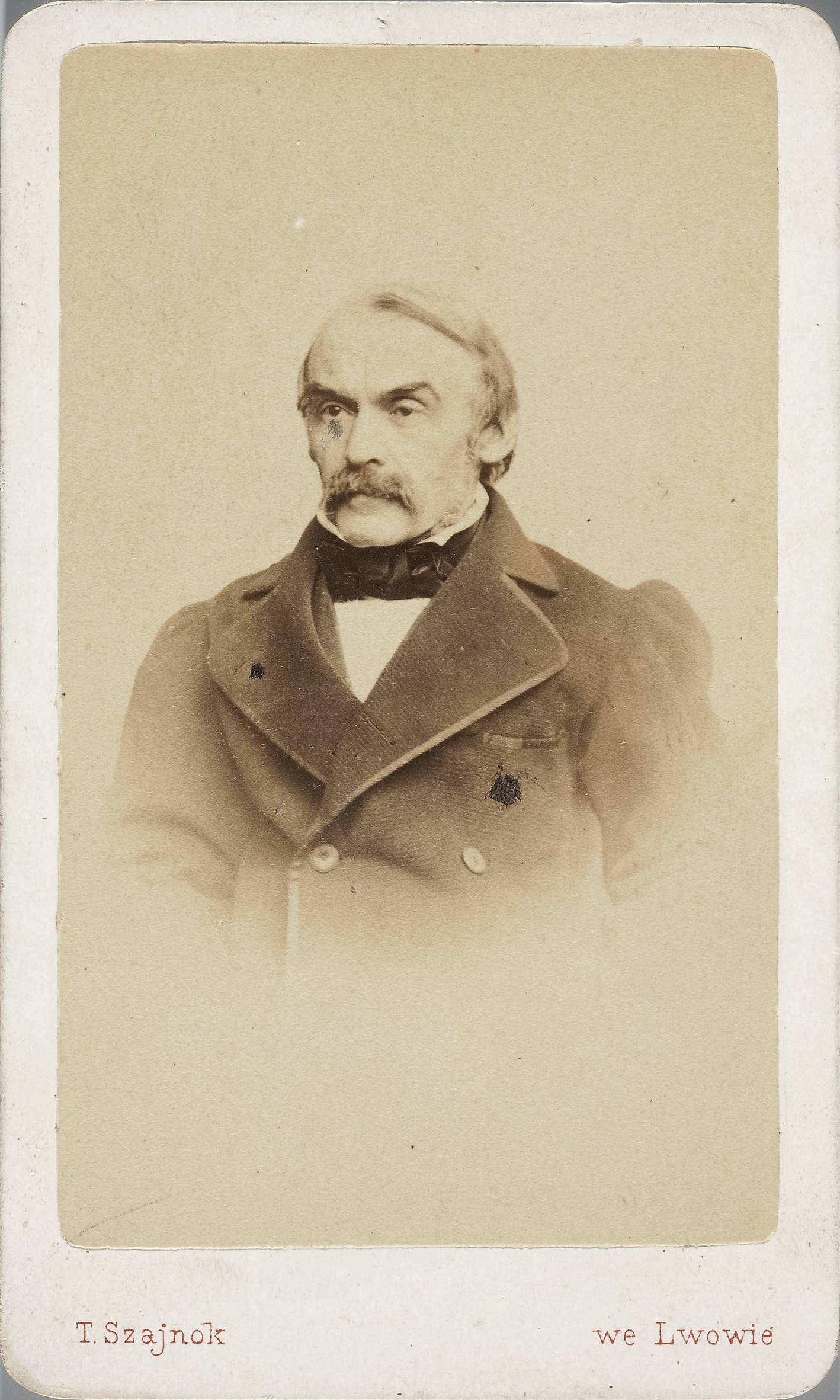
Karol Szajnocha, Fotografie von Teodor Szajnok

Karol Szajnocha (auch: Scheynoha de Wtellensky, Szejnoha de Wtellensky, * 20. November 1818 in Komarno; † 10. Januar 1868 in Lemberg) war ein polnischer Schriftsteller und Historiker.
Szajnocha wuchs in Lemberg auf, das nach Teilungen Polens von Österreich besetzt wurde. Bereits als Schüler gründete er 1835 die geheime historische Gesellschaft Towarzystwo Starożytności, die das Misstrauen staatlicher Stellen erweckte, ihm aber zunächst wegen ihrer offensichtlichen Harmlosigkeit nur geringfügige Repressalien verursachte.
1835 nahm Szajnocha das Studium an der Philosophischen Fakultät der Universität Lemberg auf. Dort wurde er wegen Verteilens österreichfeindlicher Gedichte verhaftet und war zwei Jahre lang in Ketten und im Dunkeln in Haft, was bei ihm zu dauerhaften gesundheitlichen Schäden führte.
Nach der Haftentlassung durfte er sein Studium nicht mehr fortsetzen und betätigte sich als Hauslehrer und Korrektor bei den lokalen Zeitschriften Dziennik Mód Paryskich, Lwowianin, Rozmaitości und Gazeta Lwowska. 1838 schloss er sich der illegalen polnischen Organisation Młoda Sarmacja an, obwohl er unter polizeilicher Überwachung stand.
1853 wurde Szajnocha Kustos des Ossolineum in Lemberg. Nach sechs Jahren musste er jedoch die Stelle wegen zunehmender Erblindung aufgeben.
Szajnocha verfasste zahlreiche historische Werke, die eine enorme Popularität genossen. Sein wichtigstes sechsbändiges Werk Monumenta Poloniae historica wurde in den Jahren 1864 bis 1893 herausgegeben.

## Werke
- Bolesław Chrobry, 1848
- Pierwsze odrodzenie się Polski 1279–1333, 1849
- Szkice historyczne, 4 Bände, 1854–69
- Jadwiga i Jagiełło, 3 Bände, 1855–56
- Lechicki początek Polski, 1858
- Dwa lata dziejów naszych, 1646–1648, 2 Bände, 1865–69